# دا لات
دا لات (بالإنجليزية: Da Lat)‏ هي، تتبع محافظة لام دونغ، هي عاصمة محافظة لام دونغ، بلغ عدد سكانها 406105 نسمة، تبلغ مساحتها 393.54 كيلومتر مربع.

## المناخ
يظهر الجدول التالي التغييرات المناخية على مدار السنة لدا لات:
| البيانات المناخية لـدا لات                                             | البيانات المناخية لـدا لات | البيانات المناخية لـدا لات | البيانات المناخية لـدا لات | البيانات المناخية لـدا لات | البيانات المناخية لـدا لات | البيانات المناخية لـدا لات | البيانات المناخية لـدا لات | البيانات المناخية لـدا لات | البيانات المناخية لـدا لات | البيانات المناخية لـدا لات | البيانات المناخية لـدا لات | البيانات المناخية لـدا لات | البيانات المناخية لـدا لات |
| الشهر                                                                  | يناير                      | فبراير                     | مارس                       | أبريل                      | مايو                       | يونيو                      | يوليو                      | أغسطس                      | سبتمبر                     | أكتوبر                     | نوفمبر                     | ديسمبر                     | المعدل السنوي              |
| ---------------------------------------------------------------------- | -------------------------- | -------------------------- | -------------------------- | -------------------------- | -------------------------- | -------------------------- | -------------------------- | -------------------------- | -------------------------- | -------------------------- | -------------------------- | -------------------------- | -------------------------- |
| الدرجة القصوى °م (°ف)                                                  | 30.0 (86.0)                | 31.0 (87.8)                | 31.5 (88.7)                | 31.2 (88.2)                | 30.6 (87.1)                | 30.0 (86.0)                | 29.2 (84.6)                | 29.3 (84.7)                | 29.7 (85.5)                | 30.0 (86.0)                | 29.2 (84.6)                | 29.4 (84.9)                | 31.5 (88.7)                |
| متوسط درجة الحرارة الكبرى °م (°ف)                                      | 22.3 (72.1)                | 24.0 (75.2)                | 25.0 (77.0)                | 25.2 (77.4)                | 24.5 (76.1)                | 23.4 (74.1)                | 22.8 (73.0)                | 22.5 (72.5)                | 22.8 (73.0)                | 22.5 (72.5)                | 21.7 (71.1)                | 21.4 (70.5)                | 23.2 (73.8)                |
| المتوسط اليومي °م (°ف)                                                 | 15.8 (60.4)                | 16.7 (62.1)                | 17.8 (64.0)                | 18.9 (66.0)                | 19.3 (66.7)                | 19.0 (66.2)                | 18.6 (65.5)                | 18.5 (65.3)                | 18.4 (65.1)                | 18.1 (64.6)                | 17.3 (63.1)                | 16.2 (61.2)                | 17.9 (64.2)                |
| متوسط درجة الحرارة الصغرى °م (°ف)                                      | 11.3 (52.3)                | 11.7 (53.1)                | 12.6 (54.7)                | 14.4 (57.9)                | 16.0 (60.8)                | 16.3 (61.3)                | 16.0 (60.8)                | 16.1 (61.0)                | 15.8 (60.4)                | 15.1 (59.2)                | 14.3 (57.7)                | 12.8 (55.0)                | 14.4 (57.9)                |
| أدنى درجة حرارة °م (°ف)                                                | −0.1 (31.8)                | −0.6 (30.9)                | 4.2 (39.6)                 | 4.0 (39.2)                 | 10.0 (50.0)                | 10.9 (51.6)                | 10.4 (50.7)                | 10.6 (51.1)                | 10.0 (50.0)                | 8.1 (46.6)                 | 4.4 (39.9)                 | 2.6 (36.7)                 | −0.6 (30.9)                |
| الهطول مم (إنش)                                                        | 11 (0.4)                   | 24 (0.9)                   | 62 (2.4)                   | 170 (6.7)                  | 191 (7.5)                  | 213 (8.4)                  | 229 (9.0)                  | 214 (8.4)                  | 282 (11.1)                 | 239 (9.4)                  | 97 (3.8)                   | 36 (1.4)                   | 1٬768 (69.6)               |
| متوسط الأيام الممطرة                                                   | 2                          | 2                          | 5                          | 11                         | 18                         | 20                         | 23                         | 22                         | 23                         | 19                         | 10                         | 5                          | 160                        |
| متوسط الرطوبة النسبية (%)                                              | 82                         | 78                         | 77                         | 84                         | 87                         | 88                         | 90                         | 91                         | 90                         | 89                         | 85                         | 84                         | 85                         |
| ساعات سطوع الشمس الشهرية                                               | 255                        | 234                        | 255                        | 202                        | 190                        | 147                        | 157                        | 136                        | 133                        | 140                        | 172                        | 215                        | 2٬236                      |
| المصدر #1: Địa chí Đà Lạt (extremes 1918–1940, and 1964–1998)          |                            |                            |                            |                            |                            |                            |                            |                            |                            |                            |                            |                            |                            |
| المصدر #2: Vietnam Institute for Building Science and Technology (sun) |                            |                            |                            |                            |                            |                            |                            |                            |                            |                            |                            |                            |                            |

## أعلام
- جان كلود سيمون
- ماري فرانس بيزيه
- لويس بيت
- جاكلين نجوين
- هنري هويت